# 春帆楼
春帆楼（しゅんぱんろう）は、山口県下関市阿弥陀寺町4-2にある割烹旅館である。「株式会社春帆楼」が運営している。1895年、日清講和談判場とし、時の全権・伊藤博文等が、清国使節・李鴻章等と会見し、日清戦争の講和条約である下関条約を締結した所である。

## 概要
赤間神宮・安徳天皇御陵に隣接し、関門海峡を望む高台に位置する。
この地は元々阿弥陀寺の方丈のあった所で、同寺が廃寺となった後、中津藩の眼科医藤野玄洋が買収して、1877年（明治10年）に医院「月波楼医院」を開院していた所であるが、1887年に玄洋が亡くなった後、未亡人・ミチが旅館兼料亭として、伊藤博文の命名により創業を開始したものである。1888年（明治21年）には伊藤により解禁となった、ふぐ料理公許第一号店として（下関ではふぐのことをふくと呼ぶ）、あるいは1895年（明治28年）4月17日に締結された日清講和条約（下関条約）の締結会場としても知られる。毎年4月17日の記念日には、当時の使用器物を陳列し、談判場の状景をそのまま一般に縦覧させた。
大正時代、経営者死去により廃業の危機に陥る。地元下関の名士林平四郎が1922年、春帆楼の土地建物営業権を当時15万円で買い取り、伊東巳代治書の日清講和記念碑を建立。1945年、空襲で家屋焼失。
戦後は地産トーカン→ジェネラスコーポレーションが再興し運営していたが、株主である地産の会社更生法適用（倒産）に伴い、2003年（平成15年）10月に分社された後、2004年（平成16年）9月にオリックス不動産に株式が譲渡された。この経緯もあって、法人としての「株式会社春帆楼」の本社所在地は東京都港区となっており、下関市での旅館業の他、各地で料亭の運営にあたっている。
昭和天皇・香淳皇后が2度（大分県の植樹祭の帰路、山口国体開催時の行幸時）宿泊している。敷地内に日清講和記念館（登録有形文化財）、伊藤博文・陸奥宗光の胸像、講和条約時、李鴻章が宿泊した引接寺へは、敷地内より李鴻章道が続く。

## 店舗展開

### 現在営業している店舗
- 下関春帆楼本店（山口県下関市阿弥陀寺町）
- 下関春帆楼東京店（東京都千代田区平河町）
- 下関春帆楼阿倍野店（大阪府大阪市阿倍野区・あべのハルカス近鉄本店タワー館14階）
- 下関春帆楼日本橋高島屋店（東京都中央区日本橋・日本橋髙島屋地下一階）
- 三宜楼茶寮（福岡県北九州市門司区）

### かつて存在した店舗
- 下関春帆楼名古屋店（愛知県名古屋市中区・松坂屋名古屋店（本店）内）
- 三田春帆楼（兵庫県三田市・三田ホテル内）
- 春帆楼茶屋下関大丸店（山口県下関市竹崎町大丸下関店7階）

## 交通
- JR下関駅からサンデン交通バスで10分「赤間神宮前」バス停下車 徒歩1分
- 中国自動車道下関ICから国道9号方面へ向かって2km 5分